# Ángela Jeria
Ángela Margarita Jeria Gómez (Talca, Xile, 22 d'agost de 1926 - Santiago de Xile, 2 de juliol de 2020) fou una arqueòloga, mare de la presidenta de Xile Michelle Bachelet i esposa del general de Brigada Aèria de la Força Aèria de Xile Alberto Bachelet, mort després de ser torturat durant la dictadura d'Augusto Pinochet.
Mentre la seva filla Michelle era soltera, Jeria va exercir informalment el paper de primera dama durant el seu primer govern, en acompanyar-la en diversos actes oficials; no obstant això, les funcions oficials corresponents a aquest títol protocol·lari van ser deixades a una "Directora de l'Àrea Sociocultural de la Presidència".

## Biografia

### Família i joventut

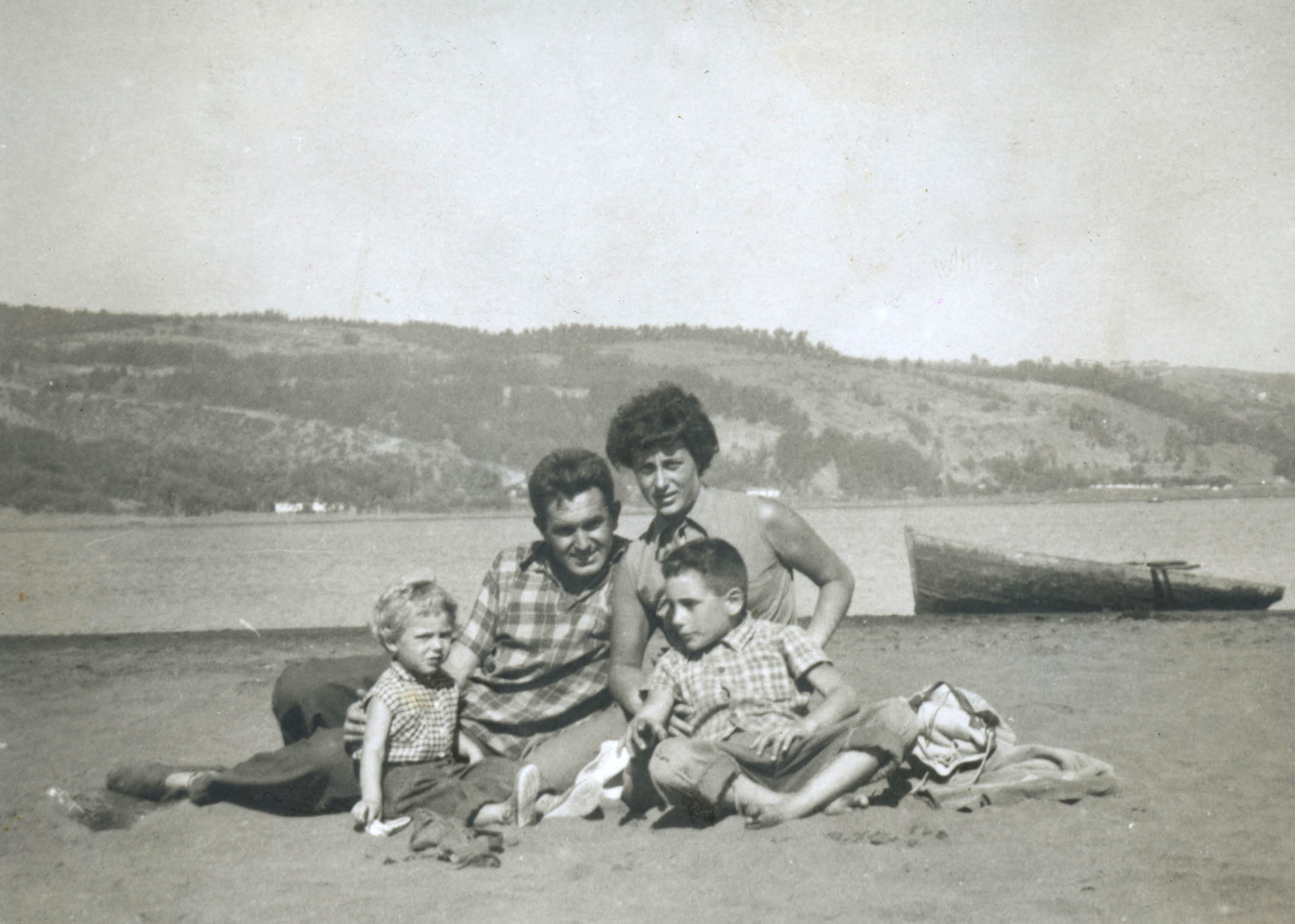
Ángela Jeria al costat del seu espòs, Alberto i els seus dos fills, mentre eren infants.

Va néixer en Talca, el 22 d'agost de 1926, filla de Màxim Jeria Johnson i Ángela Gómez Zamora i, per tant, és neta de Màxim Jeria Chacón, primer enginyer agrònom que va haver-hi a Xile.
Es va casar en Temuco l'any 1945 amb Alberto Bachelet, matrimoni del que van néixer els seus fills Alberto (nascut el 13 d'octubre de 1946) i Verónica Michelle (nascuda el 29 de setembre de 1951).
Jeria va treballar per molts anys a la Universitat de Xile, tant en l'Editorial Universitària (1948-1958) com en l'Oficina de Pressupost i Finances de la Universitat. Després d'arribar fins i tot a ser directora de Finances de la Universitat, va decidir estudiar arqueologia a la mateixa casa d'estudis on havia treballat, ingressant en aquesta carrera l'any 1969.

### Règim militar: viduïtat i exili
En 1973 es va iniciar el règim militar a Xile i la carrera d'arqueologia que cursava Jeria va ser tancada. El seu espòs, que va treballar com a secretari de la Direcció nacional de Proveïment i Comercialització (DINAC) al govern de Salvador Allende, va ser detingut per oposar-se al cop d'estat, sofrint tortures per part dels seus propis camarades de la Força Aèria. Finalment Alberto Bachelet va morir d'un infart el 1974 durant la seva reclusió a la Presó Pública de Santiago. Més tard la carrera d'arqueologia va ser reoberta i Jeria es va reintegrar a ella, no obstant això no va aconseguir titular-se perquè va ser detinguda al costat de la seva filla Michelle, i portada als centres de la DINA Vila Grimaldi i Quatre Àlbers, on va sofrir tortures.
Després de ser alliberada i expulsada del país, va viure en l'exili a Austràlia on va començar a treballar en la difusió del repudi al règim de Pinochet, viatjant a Mèxic, Cuba i la Unió Soviètica. Va viure també en la República Democràtica Alemanya, per acompanyar a la seva filla Michelle, qui estudiava medicina a la Universitat Humboldt de Berlín. Allí va treballar com a ajudant de recerca en un centre de prehistòria i arqueologia. En 1977 va viatjar a Washington DC, Estats Units per donar testimoniatge de les violacions als Drets Humans a Xile, en el context de l'assassinat d'Orlando Letelier.

### Tornada a Xile i rol públic

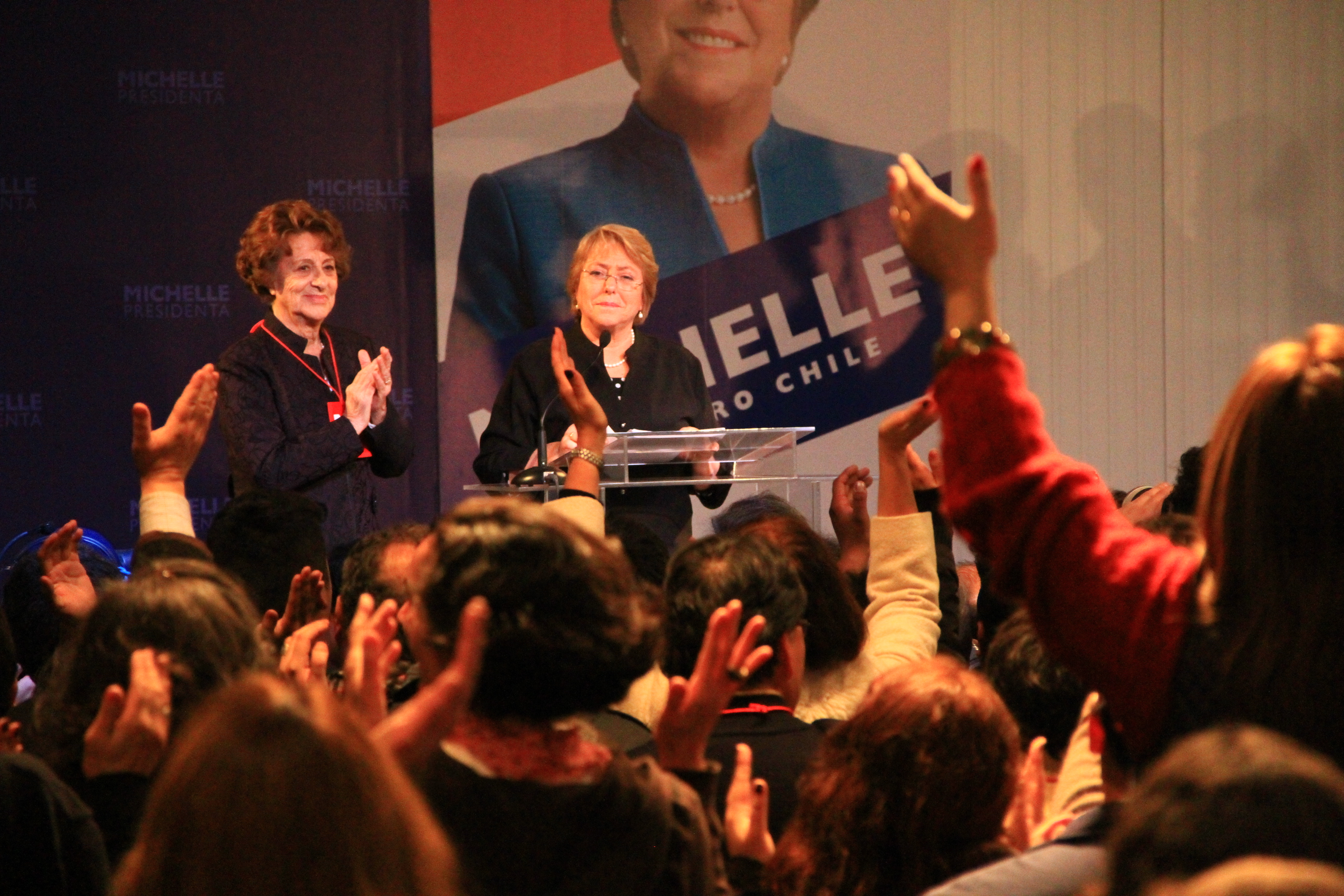
Jeria, acompanyant a la seva filla Michelle després del seu triomf en les primàries presidencials de la Nova Majoria de 2013.

En 1979 Ángela Jeria va tornar a Xile al costat de la seva família i es va vincular a organitzacions de drets humans. Va ser detinguda diverses vegades per participar en manifestacions contra el règim militar. En 1990 va reprendre els seus estudis d'arqueologia a la Universitat de Xile però els va abandonar a pocs passos de la seva titulació. La seva neta, Francisca Dávalos Bachelet, seguí els seus passos, ja que va estudiar arqueologia a la mateixa universitat on es va titular l'any 2005.
En 2006 la seva filla Michelle va arribar a convertir-se en la primera dona a ocupar el càrrec de presidenta de Xile, durant el seu mandat fins a l'11 de març de 2010. El 21 de novembre de 2007 Jeria va ser guardonada amb la "Medalla Senat Universitari" pel seu treball a la Universitat de Xile.
A l'octubre de 2009 es va adherir públicament a la candidatura presidencial d'Eduardo Frei Ruiz-Tagle. En 2013 va fer el mateix en la segona candidatura presidencial de la seva filla Michelle.
En 2014 va rebre al costat de Pepe Mujica el premi «Monsenyor Leonidas Proaño» per la seva contribució a la defensa dels drets humans a la regió atorgat per la presidència d'Uruguai.